# کورشوملییسکا بانگا
کورشوملییسکا بانگا (به صربی: Kuršumlijska Banja) یک منطقهٔ مسکونی در صربستان است که در کورشوملیا واقع شده‌است. کورشوملییسکا بانگا ۷٫۷۳ کیلومتر مربع مساحت و ۱۰۶ نفر جمعیت دارد.